# Aborym
Aborym ist eine italienisch/norwegische Black-/Industrial-Metal-Band, welche aus Taranto, Apulien in Italien stammt. Die Band beschreibt ihre Musik selbst als „Alien-Black-Hard/Industrial“, allmusic als „futuristischen Black Metal mit rauen Samples, elektronischem Schlagzeug und Anklängen von Industrial, was es schwer macht den auffälligen Musikstil der Band auf ein Genre festzulegen, oder genau zu definieren“. Der Name der Band leitet sich von Haborym Sadek Aym, dem Aufseher der sechsundzwanzig Legionen der Hölle in einem Grimoire des 17. Jahrhunderts, ab.

## Geschichte

### Frühe Jahre undKali Yuga Bizarre(1993–1999)
Auf der Myspace-Seite in der Version vom 22. März 2009 wird 1993 als Aboryms Gründungsdatum angegeben, die Biographie bei Agonia Records gibt 1991 an; dieser zufolge bestand die ursprüngliche Besetzung aus Fabban, der damals noch als Bassist in Funeral Oration und als Keyboarder bei M.E.M.O.R.Y. Lab spielte und zunächst Stücke wie Beneath the Remains von Sepultura, The Old Coffin Spirit von Rotting Christ und Agent Orange von Sodom coverte. Zusammen mit Alessandro Noia an der Gitarre und Daniele Belvedere von Mental Siege am Schlagzeug nahm Fabban 1993 die erste Demo Worshipping Damned Souls auf, die fünf Songs fasste. Die Band trennte sich kurz darauf und wurde 1997 von Fabban in Rom neu gegründet. Mit den neuen Mitgliedern Yorga SM und Sethlans wurde dann auch die zweite Demo Antichristian Nuclear Sabbath aufgenommen. Im Jahr 1999 schließlich unterzeichnete die Band ihren ersten Plattenvertrag bei Scarlet Records, wo sie ihr erstes komplettes Album Kali Yuga Bizarre veröffentlichten; dort trat Attila Csihar, bekannt durch seine Arbeit bei Mayhem, Tormentor und Plasma Pool, als Gastsänger auf. Im Anschluss wurde er vollwertiges Bandmitglied, und auch Nysrok kam als zweiter Gitarrist zu Aborym. 1998 oder 1999 gründete Set Teitan mit Sasrof von Diabolicum die Band Bloodline.

### Fire Walk with Us!(1999–2002)
Im Jahr 2001 veröffentlichte Aborym ihr zweites Album Fire Walk with Us!. Csihar schrieb dabei die Texte der Band und es ist zusätzlich ein Cover des Lieds Det som en gang var des norwegischen Projekts Burzum zu hören. Das Album kam in der Szene sehr gut an; Terrorizer zeichnete das Album als „Album des Monats“ aus und vergab die bestmögliche Wertung von 10/10, mit dem Kommentar: „Most black-heads will hate it, others will be curiously offended by it, and a fearless few will call it their own and use it as their very lifeblood. You can almost see the majority snicker at Aborym's psychedelic time-travel-meets-corpse-paint image, but these visuals serve to underline specifically where band and record belong: the outer reaches of the cosmos.“ Zusätzlich wurde es auch als „Terrorizer’s Album of the Year 2001“ auf Platz 39 gewählt. Eduardo Rivadavia von allmusic hob die Uneinigkeit schaffende Natur des Albums hervor, indem er sagte: „Is it any good? Well, it really comes down to how the listener positions himself along the digital divide. Those who prefer their metal stripped down and straightforward will likely find Aborym too industrial and chaotic. Yet for fans of truly unique new directions in metal, Fire Walk With Us is a full-course meal.“

### With no Human Intervention(2003–2005)
Da Aborym Probleme mit Scarlet Records hatte, keine Informationen zum Verkauf der Alben bekam und Scarlet anfing, zahlreiche Bands jeder Richtung von Black Metal bis Power Metal unter Vertrag zu nehmen, wechselte die Band zu Code666. Das dritte Album von Aborym wurde im Jahr 2003, in Europa durch Code666 und in den USA durch Mercenary Musik, veröffentlicht. Das Album führte die Experimente der Band mit Electronica fort, dazu kamen Einflüsse von Drum and Bass, Jungle, Techno, Klassischer Musik, Electronic Body Music und Industrial. Richard Szabo, Mick „Irrumator“ Kenney (Anaal Nathrakh, Frost), Matt Jarman, Roger „Nattefrost“ Rasmussen (Carpathian Forest, Nattefrost) und Bård G. „Faust“ Eithun (Ex-Thorns, Ex-Emperor, Blood Tsunami) hatten auf dem Album Gastauftritte. Das Album gewann zudem erneut den Titel "Album of the Month" im Terrorizer Magazin, wobei Stuart Banks sagte: „With No Human Intervention shows a band pulling out all the stops to push the extreme and avant garde to new depths and quite frankly, making it look easy.“ Sohn Serba von allmusic hingegen kritisierte: „Bottom line, Aborym is easier to enjoy in theory more than in practice, although tackling the group's wildly disturbing sonic art isn't without its rewards.“ In einem 2009 erschienenen Rückblick auf den Black Metal reflektierte Ciaran Tracey:
„The fact remains, though, that most bands wishing to transcend the archetype of bee-in-a-biscuit-tin guitars haven't actually been that radical. Take for example Aborym's 'Fire Walk With Us!' (2001) and 'With No Human Intervention' (2003), which were both met with rapturous reception on account of their cold processed extremity. Although resplendent in a sort of cyber-black metal, UV glowing, post-apocalyptic chic borrowed extensively from contemporary goth club culture (including the drugs), the music was more or less decent BM made a bit more digital by overtly computerised drumming and a liberal smattering of samples.“
Nach der Veröffentlichung des Albums spielte die Band 2004 auf dem Inferno Metal Festival Norway. Eithun spielte dabei als Gastschlagzeuger bei dem Lied Alienation of a Blackened Heart mit.

### Generator(2006–2009)
Im Jahr 2006 unterzeichnete Aborym einen Plattenvertrag bei dem Label Season of Mist, um ihr viertes Album Generator zu veröffentlichen. Im Line-Up der Band gab es zudem einige Änderungen. So verließ Csihar nach sieben Jahren Angehörigkeit die Band, um zu seiner vorherigen Band Mayhem zurückzukehren. Sethlans ging nach Schweden, um sich (unter dem Namen Set Teitan) Dissection anzuschließen; inzwischen spielt er als Live-Mitglied bei Watain. Der Platz von Csihar wurde durch Preben „Prime Evil“ Mulvik gefüllt, welcher vorher bei Mysticum und Amok mitgewirkt hatte. Zusätzlich wurde Eithun der Schlagzeuger der Band. Chad Bowar von About.com lobte die stimmungsvollen Elemente und den Gesang von Mulvik, mit dem Hinweis darauf, dass das vorherige Bandmitglied Csihar in einem Lied auftritt (Man Bites Dog). Er sagt ebenfalls, dass die Verwendung von Synthesizern in der Vergangenheit dazu geführt habe, dass ein melodramatischer und steriler Klang in den Alben gewesen sei, doch dass die Hinzugewinnung eines echten Schlagzeugers diesen Umstand verringern könne. Im Juli 2007 verließ auch Nysrok Infernalien die Band, mit der Aussage, dass seine Einstellung zur Arbeitsweise, Leben und Denken nicht mehr mit der Band vereinbar gewesen sei. Auch Mulvik verließ die Band, um sich auf andere Prioritäten konzentrieren zu können.

### Psychogrotesque(2010 – heute)
Im Jahr 2010 wurde aus Aborym ein Trio: Fabban, Eithun und der neue Gitarrist Paolo „Hell:I0:Kabbalus“ Pieri. Die Aufnahmen für das fünfte Album begannen am 20. Februar in den Fear No One Studios in Montefiascone, Italien, unter der Aufsicht von Toningenieur Emiliano Natali. Die Band kündigte an, dass das Album aus einem einzigen Lied bestehen werde, welches ein „harscher akustischer Monolith von Krankheit und Verdorbenheit“ sein solle. Das Album wird zudem mit der Beratung von Marc Urselli Shrarer von den Eastside Sound Studios aus New York aufgenommen. Wie bei den vorherigen Alben werde auch Psychogrotesque mehrere Gastauftritte verschiedener Künstler, wie z. B. Narchost (Mitglied in Fabbans anderer Band, Malfeitor) und Richard Szabo (Timewave Zero). Aborym kündigte an das der Name des Albums Psychogrotesque sein werde und das es am 8. November in Europa und am 23. November in den USA veröffentlicht wird. Die Band beschreibt das Album als „realistic story about the horrific human aridity and its fragile impotence. A social metaphor, uncomfortable but very current, treated cynically by bassist-singer Fabban through a story set in a mental hospital, which suggests that he used his pen with an absolute commitment and the determination to keep off ABORYM from the banality and clichés both ideological/aptitudinal and musical that saturate the extreme metal scene.“

## Stil und Hintergrund
Die Band spielte zunächst „reinen“ Black Metal und begann später, Black- und Industrial-Metal-Elemente zu vermischen. Bei Myspace werden als Haupteinflüsse Mysticum, Beherits Frühwerk, und allgemein alte Death-/Thrash-/Black-Metal-Bands wie Mayhem, Possessed, Sarcófago, Soothsayer, Obituary, Carcass, Coroner, Celtic Frost, Messiah, Emperor, Venom, frühe Sepultura-Veröffentlichungen, Morbid Angel und Kreator genannt, die Band habe jedoch ihren eigenen Stil erschaffen, für den sie die Bezeichnung „ABORYM nekro-sound“ verwendet. Mit Generator nahmen die elektronischen Elemente ab, die Strukturen der Musik wurden linearer, und Aboryms Stil schien sich einem symphonischeren, epischeren Klang hinzuwenden. Das Album Psychogrotesque hingegen hat dissonantere Riffs, einen stärkeren Electronica- und Synthesizer-Einsatz sowie einen „direkteren, kompromissloseren und giftigeren Klang“. Laut Laura Taylor von exclaim.ca muss der Hörer unvoreingenommen sein, um ein Werk wie Kali Yuga Bizarre vollends schätzen zu können. Digital Goat Masque vom Album With No Human Intervention enthält eine Passage einer barocken Komposition des italienischen Komponisten Scarlatti, dem nachgesagt wurde, mit dem Teufel im Bunde zu stehen, das thrash-lastige The Alienation of a Blackened Heart ist Set Teitans Tribut an Venom, Bathory und Hellhammer als Wurzeln des Black Metal.
Die Texte des Debütalbums enthielten zahlreiche Anspielungen auf Hindu-Mythologie, waren aber „eher psychotisch und krank […] als satanisch“. Auf ihrer ehemaligen Internetpräsenz bezog die Band sich auf Satan und nutzte die Selbstbezeichnungen als „Satanik Elitistik Black Metal“ und „reincarnated Satanikkk desaster“. Set Teitan ist Gnostiker und erklärte während seiner Zeit bei Aborym, die Musik, die er komponiere, „oder, um es better auszudrücken, die diktiert wird und mich als Werkzeug benutzt, kommt nicht aus einer menschlichen Sphäre, sondern vom transzendental Strom, den ich verehre und dessen Werkzeug ich wie gesagt bin“. Er sprach sich gegen die Religionen des Pfads zur rechten Hand aus, die den Demiurgen, den Schöpfer des Kosmos, verehren und in Harmonie mit dem Kosmos leben wollen. Wer jedoch, wie er selbst, das Erbe des Chaos in seiner Seele trage, stehe in Opposition zu dem Ganzen. Entsprechend sah Jon Nödtveidt ihn als geeignetes Mitglied für seine Band Dissection an, in der nur Satanisten spielen sollten. In der Vergangenheit griff Aborym auf eine Ästhetik zurück, die als „Kreuzung von Cyberpunk und Black Metal“ bezeichnet wurde. Inzwischen tritt die Band metal-untypisch auf und begründet dies damit, sich keiner Bewegung oder Szene zugehörig zu fühlen, und sich vor allem von alten Klischees und einer bestimmten Art von Publikum befreien zu wollen, die nichts mit Musik zu tun habe, wie „Politiker, angebliche Satansverehrer und all diese geistig instabilen Personen, die die Welt des extremen Metal unvermeidbar umkreisen“. Fabban erklärt, Okkultismus habe zu den Dingen gehört, mit denen er sich ernsthaft und tiefgehend auseinandergesetzt habe, er sei jedoch nicht länger daran interessiert.

## Diskografie

### Demos
- 1993: Worshipping Damned Souls
- 1997: Antichristian Nuclear Sabbath

### Alben
- 1999: Kali Yuga Bizarre (Scarlet Records, SPV, M.A.B. Records)
- 2001: Fire Walk with Us! (Mercenary Musik, Scarlet Records)
- 2003: With No Human Intervention (Mercenary Musik, CD-Maximum, Code666)
- 2006: Generator (Season of Mist, CD-Maximum)
- 2010: Psychogrotesque (Season of Mist)
- 2013: Dirty (Agonia Records)
- 2017: Shifting.Negative (Agonia Records)
- 2021: Hostile (Dead Seed Productions)